# Künstlerhaus Wiedenbrück

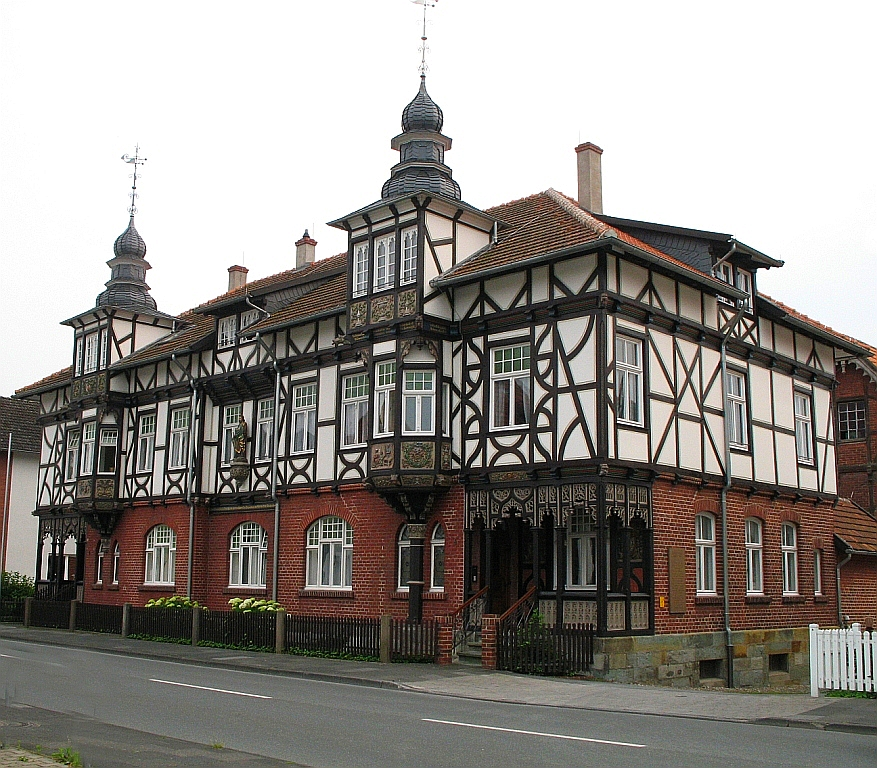
Künstlerhaus Wiedenbrück

Das Künstlerhaus Wiedenbrück wurde etwa 1904 von den Kunsttischlern Bernhard Diedrichs und Franz Knoche in der ostwestfälischen Stadt Rheda-Wiedenbrück an der Rietberger Straße als Wohnhaus erbaut. Hinter dem Wohnhaus befand sich die Werkstatt der Kunsttischler. Das Wohnhaus war mit seiner reich verzierten Fassade das Aushängeschild der Werkstatt, die sich auf Sakralkunst spezialisiert hatte. Da sich die Baumeister mit dem Bau des Hauses stark verschuldet hatten, mussten Haus und Werkstatt zu Beginn des Ersten Weltkriegs verkauft werden. Über die Jahre diente es verschiedenen Zwecken. In den 1920ern war es eine Produktionsstätte der Möbelfirma Gebr. Dreier, in der Zeit des Nationalsozialismus diente ein Teil als Versammlungsstätte und ab 1947 wohnten dort Kriegsflüchtlinge. Später wurden die Gebäude vom Bauunternehmer Eustermann gekauft, der bis in die 1970er Jahre seine ausländischen Arbeiter dort unterbrachte. Danach stand es viele Jahre leer, bis es 1999 von einem Investor gekauft wurde, der von 2002 bis ca. 2005 den vorderen Teil des Künstlerhauses renovieren ließ und es so wieder als Wohnhaus nutzbar machte. In dem Werkstattgebäude ist, nach der Renovierung von 2005–2008, heute das Wiedenbrücker Schule Museum untergebracht.

Anlässlich der Restaurierung der Fassade wurde das Haus im April 2006 vom Landschaftsverband Westfalen-Lippe zum Denkmal des Monats in Westfalen-Lippe gekürt.